# دره تنگ، پاکستان
دره تنگ (به انگلیسی: Darra Tang) یک شهرک در پاکستان است که در ناحیه لکی واقع شده‌است.